# Estación de ferrocarril de Shenyang
La estación de Shenyang (en chino tradicional, 瀋陽站; en chino simplificado, 沈阳站; pinyin, Shěnyáng Zhàn) es una estación de ferrocarril de  la ciudad de Shenyang, Liaoning, China. La estación está conectada a las líneas Shenda, Shendan, Shenshan, Huanggutun, Shenfu, Hada y Jingshen.

## Historia
En 1891, la Rusia zarista invadió el noreste de China y comenzó a construir el ferrocarril Transiberiano. Para apoderarse de la región noreste de China, el gobierno ruso zarista presentó una solicitud para extender el ferrocarril siberiano al noreste de China. En 1896, el gobierno ruso y Li Hongzhang firmaron el Tratado secreto sino-ruso. 

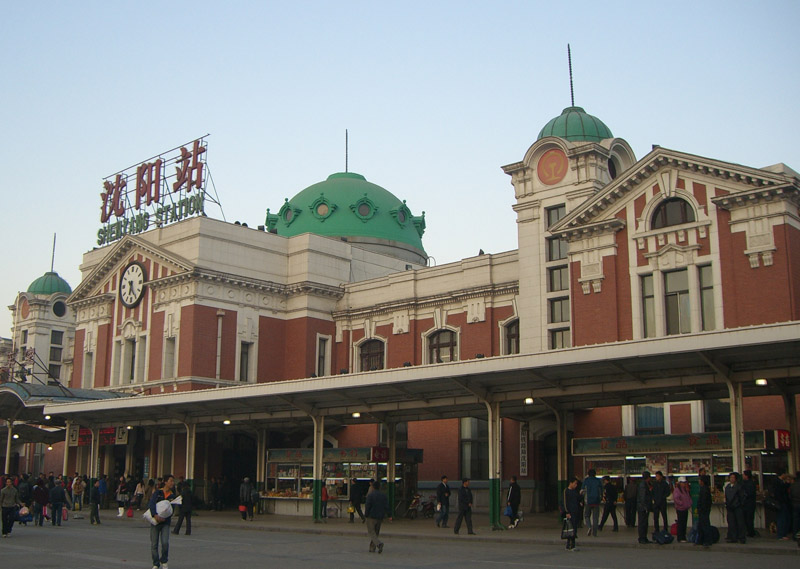
El edificio de ladrillo rojo de los rusos se mantiene hoy en día.

El gobierno de Qing permitió a Rusia construir el ferrocarril Transmanchuriano que va desde Chitá y se incorpora al ferrocarril ruso por el noreste, y llegó a Shenyang en 1899. El edificio de ladrillo ruso que se construyó para la estación aún hoy en día se usa como el edificio principal de la estación de Shenyang 1,2 kilómetros al norte de la ubicación de la estación de Mukden —Shenyang fue renombrada Mukden durante la ocupación japonesa—.

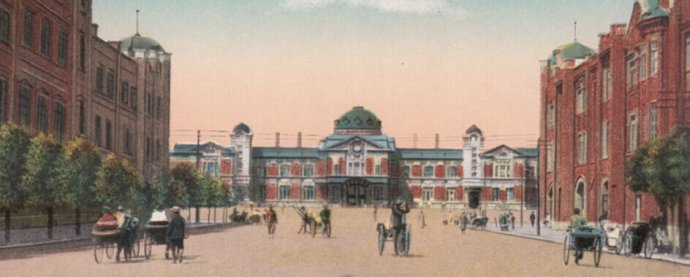
La estación en la década de 1910.

En 1904, estalló la guerra ruso-japonesa, y la estación de Fengtian fue ocupada por Japón y pasó a llamarse Fengtianyi. En 1907, el número anual de pasajeros que abordaban y descendían en la ciudad de Shenyang con una población de 300 000 era tan alto como 500 000. Debido al aumento en el tráfico de pasajeros, se construyeron cuatro casas temporales de madera fuera de las casas de ladrillo de Fengtianyi, pero en ese momento no se encontraron con el tráfico de pasajeros en Shenyang. Por lo tanto, la empresa de transporte ferroviario establecida por Japón para administrar los derechos viales ganados por el noreste de China, South Manchuria Railway Co., Ltd., comenzó a construir una nueva estación para conectar el Ferrocarril Anfeng con el Ferrocarril del Sur de Manchuria. Una vez completada, la estación de Shenyang era la más grande de las cinco estaciones de ferrocarril en ese momento.
El 1 de octubre de 1910, se llevó a cabo una ceremonia de reubicación de la estación, y se fijó la posición de la estación de Shenyang. Durante la segunda guerra sino-japonesa, Fengtianyi siempre fue operado por Japón como un importante centro de transporte ferroviario.
Después de 1945, Fengtianyi pasó a llamarse Shenyang Sur. Tras la liberación de Shenyang por la Unión Soviética se reabrió el ferrocarril Transmanchuriano a la ciudad. El 1 de mayo de 1950, la Estación Sur de Shenyang pasó a llamarse oficialmente Estación de Shenyang y se convirtió en una estación especial. Después del estallido de la Guerra de Corea, la estación de Shenyang se convirtió en un centro de distribución para el transporte de materiales a lo largo de la línea del frente.